# Hemlata
Lata Bhatt (16 de agosto de 1954, Hyderabad), popularmente conocida como Hemlata, también como Hemalatha o Hemlata Bali. Es una popular cantante india de playback o reproducción en Bollywood. Su carrera musical empezó a partir de la década de los años 1970, en los cuales ha realizado una variedad de giras de conciertos y varas presentaciones en cadenas televisivas de la India. Entre sus canciones más conocidas son: "Ankhiyon Ke Jharokhon Se", "Le To Aaye Ho Hame Sapno Ke", "Tu Is Tarah Se Meri Zindagi Mein" y "Kaun Disha Leke Chala Re", en la que la han convertido una de las intérpretes femeninas más famosos hasta la fecha.
Si bien también ha interpretado temas musicales cantados en varios idiomas como en bengalí, Bhojpuri, Punjabi, Haryanvi, Rajasthani, Marwari, Brij Bhasha, Gujarati, Marathi, Sindhi, Oriya, Assamese, tamil, telugu, Malayalam, Kannada, Konkani, Goanese, Dogri, Multani, Saraiki, Garhwali, Bundeli, nepalí, árabe, persa, urdú, sánscrito, prácrito, inglés, francés, criollo mauriciano, italiano, zulú, neerlandés e hindi, entre otros. Además ella ha sido nominada a los premios "Filmfare Best Female Playback Award", entre los años 1977 y 1981. En 1977 ha reeditado una canción de un tema original de la música clásica india titulado ""Tu Jo Mere Sur Mein", que lo cantó a dúo junto a Dr. K. J. Yesudas, escrita y compuesta por Ravindra Jain.

## Biografía
Hemlata nació el 16 de agosto, en Hyderabad, India. Su nombre de soltera es Lata Bhatt, la mayor parte de su infancia lo pasó en Calcuta. Hemlata entró a la industria de Bollywood, a partir de los 13 años de edad. Hemlata provenía de una familia de brahmanes y ortodoxos. Su difunto abuelo Zorawar Bhatt, era oriundo de un pueblo de un Distrito en Churu Rajasthan. Además era un gurú y maestro espiritual del Maharaja, de esa región. Últimamente se estableció en Calcuta, con el propósito de abrir un negocio.
Su padre Jaichand Bhatt, se convirtió en un cantante de renombre internacional, siendo un artista, músico y profesor dentro del campo de la música clásica y popular de la India. Aprendió música contra la tradición familiar. Se consideraba como el único representante ilustre de Kirana Gharana de Lahore y discípulo de Ustad Abdul Wahid Khan.
Hemlata amaba la música desde su infancia, pero su padre no consiguió lo que el quería y la animó mientras dejaba a Hemlata para que siguiera en el campo de la música. Aunque debido a la oposición de su padre con respecto de dar la contra a la tradición familiar, ella no expresó su talento para aprender a cantar. Ella cantó ocultamente en Pooja Pandal y el destino hizo que ella se convertiría en una famosa cantante.

## Carrera
Fue a finales de 1966, que su familia se trasladó a Bombay, residieron primero en Girgaon al sur de Bombay. Mientras que en Bombay, le llegó una visita por parte de Ustad Alla Rakha khan, bajo su apoyo moral, su familia se trasladó a la residencia de Mahim, también en Bombay. Luego visitaron a Ustad Rais Khan, de él aprendió música.
Su padre la llevó al conocido productor y director, PL Santoshi, con carta de presentación a partir de su amigo Jabalpur Barrister VD Bhargava. Santoshiji le ofreció y le dio una oportinidad para grabar su próximo film.
Luego Hemlata ha recibido una invitación del director musical, Naushad Ali, quien le pidió que cantara y quedó muy impresionado al escucharla cantar. Entonces Naushad Ali, le había prometido a Hemlata para darle una oportunidad para cantar en una de sus películas, pero le aconsejó que esperara hasta que su voz madure, entonces Hemlata firmó un contrato de 5 años con Naushad Ali. Ella comenzó su a formarse en las técnicas de canto para playback, bajo tutela de Naushad Ali. Razón de que ella consiguió varias ofertas de otros directores musicales reconocidos. Como consecuencia de la limitación del contrato se le negó, y esperó mucho para grabar su primera canción al inició de su carrera, pero, en ese momento se logró habilitar ese contrato.
En su primer día, ella recibió la invitación del director musical Roshan, quien realizó su primera gira de concierto denominado 'Roshan Night' en el Shanmukhananda Hall, en Bombay, India, en 1967. En su actuación, Hemlata fue muy apreciada por una gran variedad de público y todas las celebridades del Bollywood que estuvieron presentes en su concierto. Las personalidades más importantes que estuvieron fueron C. Ramchandra, Madan Mohan, Laxmikant-Pyarelal, Kalyanji-Anandji, Manna Dey, Mohammad Rafi y entre otros. Desde entonces, nunca miró hacia atrás Hemlata y llegó tan lejos, con su fama y reconocimiento.

## Premios y nominaciones
Hemlata fue nominada para los Premios Filmfare, como la mejor intérprete femenina entre 1977-1981 y ganó una vez para Chitchor en 1977 por su interpretación del tema clásico "Tu Jo Mere Sur Mein", interpretada a dúo por Dr. KJ Yesudas y escrita y compuesta por Ravindra Jain.
Won
1977 Premio Filmfare a la Mejor intérprete femenina Para: Chitchor (1976) de la canción "Ma Mere Sur Mein Jo"
Nominación.
- 1977 Filmfare Premio al Mejor reproducción Mujeres Para: Fakira (1976) de la canción "Sun Ke Teri Pukar".
- 1979 Filmfare Premio al Mejor reproducción Mujeres Para: Ankhiyon Ke Jharokhon Se (1978) de la canción "Ankhiyon Ke Jharokhon Se".
- 1980 Filmfare Premio al Mejor reproducción Mujeres Para: Sunayana (1979) de la canción "Megha O Re Megha".
- 1981 Filmfare Premio al Mejor reproducción Mujeres Para: AAP Aise El Na (1980) de la canción "Tu es Tarah Se Meri Zindagi Mein Saamil Hai".

## Filmografía

### 2010s
| Año  | canción                                                                                          | película          | Co-intérprete               | Director musical                         | Letrista        | Idiomas  |
| ---- | ------------------------------------------------------------------------------------------------ | ----------------- | --------------------------- | ---------------------------------------- | --------------- | -------- |
| 2008 | "Hey Ganga Maai Hum Hain Tohaar Parchhai", "Kaga Bole Kaon Kaon"                                 | Gaon Ki Ganga     | Solo                        | C. L. John                               | Ajeet Yadav     | Bhojpuri |
| 2003 | "Nidharma Larkayera Saptarangi Tiko"                                                             | Sukha Dukha       | Solo                        | Shambhujit Baskota                       | Dinesh Adhikari | Nepalí   |
| 2003 | "Fagun Bhar Baba Laage Devarva"                                                                  | Rang Barse        | Shabbir Kumar               | Bhushan Dua                              | Traditional     | Bhojpuri |
| 2002 | "Tumhara Pyar Bhulaoon To", "Jeevan Main Aisey", "Toba Ye Naz Aur Ye Addayen", "Mujhe Dard Deke" | Sarhadein (Album) | Attaullah Khan Essa Khailwi | Attaullah Khan – Afzal Ajiz – Sabbir Ali | –               | -        |
| 2002 | "Pyar Ki Galiyan"                                                                                | Sarhadein (Album) | Solo                        | Attaullah Khan – Afzal Ajiz – Sabbir Ali | –               | -        |

### 2000s
| Año  | canción | película                                 | Co-intérprete                | Director musical          | Letrista                                                         | Idiomas    |
| ---- | --- | ---------------------------------------- | ---------------------------- | ------------------------- | ---------------------------------------------------------------- | ---------- |
| 2000 | "Man Saari Umar" | Ganga Kare Insaaf                        | Solo                         | Ravindra Jain             | Ravindra Jain                                                    | Bhojpuri   |
| 1999 | "Shono Chandannagare" | Tomay Pabo Bole                          | Bappi Lahiri                 | Bappi Lahiri              | Pulak Bandopadhyay                                               | Bengalí    |
| 1997 | "Munhwa Se Kaise Bataai Ho", "Roop Mora Chaani Badan Mora Sona", "Baat Kahiyo Na Kahiyo Jaroor Hoi", "Jaane Kahaan Bindiya Hera Gaili | Nehiya Lagvani Saiyan Se                 | Solo                         | Surender Kohli            | Arjun Pathak, Vedehi Sharan Sharma, Anjaan, Vedehi Sharan Sharma | Bhojpuri   |
| 1997 | "Dekho Ji" | Mohabbat Kya Hai                         | Vinod Rathod                 | Rajan Bawa                | Rajan Bawa                                                       | Hindi      |
| 1997 | "Bigadi Ke Banane Mein" | Shaan-e-khwaja – 2                       | Solo                         | Mami Bhachu               | Anwar Farrukhabadi                                               | Urdu       |
| 1995 | "Shyam Baba" | Kalyug Ke Avtaar                         | Mohammad Aziz                | Ravindra Jain             | Ravindra Jain                                                    | Hindi      |
| 1995 | "Saj Ke Aayi" | Parbatiya Banal Panditayain Bitiya Bhail | Usha Mangeshkar              | Chitragupta               | Anjaan                                                           | Bhojpuri   |
| 1995 | "Jekhanete Jaai Ami 1" | Bhagya Debata                            | Abhijeet                     | Madhu Burman              | Pulak Bandopadhyay                                               | Bengalí    |
| 1995 | "Jekhanete Jaai Ami 2" | Bhagya Debata                            | Solo                         | Madhu Burman              | Pulak Bandopadhyay                                               | Bengalí    |
| 1995 | "E Raat Jeno Kichhu Balte Chay" | Bhagya Debata                            | Udit Narayan                 | Madhu Burman              | Pulak Bandopadhyay                                               | Bengalí    |
| 1995 | "Rimjhim Rimjhim" | Tera Dukh Mera Dukh                      | Suresh Wadkar                | Rajan-Arvind              | Rajan                                                            | Hindi      |
| 1995 | "Itni Khushiyaan Jaaneman" | Tera Dukh Mera Dukh                      | Vinod Rathod                 | Rajan-Arvind              | Rajan                                                            | Hindi      |
| 1995 | "Tera Dukh Mera Dukh (female)" | Tera Dukh Mera Dukh                      | Solo                         | Rajan-Arvind              | Rajan                                                            | Hindi      |
| 1994 | "Main Teri Yashoda Maiya", "Tu Neh Ka Nata Tod Chala"                                                                                 | Beta Ho To Aisa                          | Solo                         | Ravindra Jain             | Ravindra Jain                                                    | Hindi      |
| 1994 | "Jitani Door Nayan Se Sapna" | Kokh                                     | Solo                         | Ravindra Jain             | Ravindra Jain                                                    | Hindi      |
| 1993 | "Sun Re Sajjan", "Hai Main Hairat Mein Pad Gayi"                                                                                      | Kaal Bhairav                             | K. J. Yesudas                | Ravindra Jain             | Ravindra Jain                                                    | Hindi      |
| 1993 | "Main Hun Misri Ki Rani" | Jaan Pe Khelkar                          | Suresh Wadkar, Mohammad Aziz | Ravindra Jain             | Ravindra Jain                                                    | Hindi      |
| 1993 | "Mera Wada Hua" | Jaan Pe Khelkar                          | Suresh Wadkar                | Ravindra Jain             | Ravindra Jain                                                    | Hindi      |
| 1993 | "Chod Desh Chali" | Gouri                                    | Solo                         | Jugal Kishore-Tilak Raj   | Kusum Joshi                                                      | Rajasthani |
| 1993 | "Savan Aayo Re" | Gouri                                    | Jayshri Shivram              | Jugal Kishore – Tilak Raj | Kusum Joshi                                                      | Rajasthani |
| 1992 | "Aey Sanam Ye Bataa" | Rajoo Dada                               | Suresh Wadkar                | Usha Khanna               | Sajan Dehlvi                                                     | Hindi      |
| 1992 | "Aaj Hum Aapke Makaan Main Hain" | Rajoo Dada                               | Manhar Udhas                 | Usha Khanna               | Asad Bhopali                                                     | Hindi      |
| 1992 | "Meri Khushi Ko Loota Nazar Se Ghira Diya"                                                                                            | Rajoo Dada                               | Solo                         | Usha Khanna               | Sajan Dehlvi                                                     | Hindi      |
| 1991 | "Haath Ki Safai Ka" | Princess From Kathmandu                  | Suresh Wadkar                | Ravindra Jain             | Ravindra Jain                                                    | Hindi      |
| 1991 | "Sakhi Re Main To" | Pyar Ka Sawan                            | Anup Jalota                  | Ravindra Jain             | Ravindra Jain                                                    | Hindi      |
| 1991 | "Neele Neele Neel Gagan" | Prem Daan                                | Vivek Sharma                 | Ravindra Jain             | Ravindra Jain                                                    | Hindi      |
| 1991 | "Maine Bhi Peeli Hai Tum Ne Bhi" | Khooni Raat                              | Solo                         | Usha Khanna               | –                                                                | Hindi      |

### 1990s
| Año  | canción | película                           | Co-intérprete                                                                                                | Director musical   | Letrista               | Idiomas    |
| ---- | --- | ---------------------------------- | --- | ------------------ | ---------------------- | ---------- |
| 1990 | "Ek Baat Karni Hai" | Lohe Ke Haath                      | Vinod Rathod                                                                                                 | Usha Khanna        | Anjaan                 | Hindi      |
| 1990 | "O Beqarar Dil Thahar – 1, – 2"                                                                                            | Shadyantra                         | Solo | Ravindra Jain      | Ravindra Jain          | Hindi      |
| 1990 | "Holi Aai Holi Mastanon Ki Toli"                                                                                           | Shadyantra                         | Suresh Wadkar & Chorus                                                                                       | Ravindra Jain      | Ravindra Jain          | Hindi      |
| 1990 | "Happy Birthday Pyare Chintu"                                                                                              | Shadyantra                         | Suresh Wadkar, Jaspal Singh                                                                                  | Ravindra Jain      | Ravindra Jain          | Hindi      |
| 1990 | "Sab Ka Masheeha" | Vidrohi                            | Mohammad Aziz                                                                                                | Ravindra Jain      | Ravindra Jain          | Hindi      |
| 1990 | "Kab Aankh Ladai Kab Kudi Patai"                                                                                           | Karnama                            | Shabbir Kumar, Sushil Kumar & Dilraj Kaur                                                                    | Ravindra Jain      | Ravindra Jain          | Hindi      |
| 1990 | "Umariya Kaise Chhupayegi"                                                                                                 | Karnama                            | Shabbir Kumar, Sushil Kumar, Abhijeet & Dilraj Kaur                                                          | Ravindra Jain      | Ravindra Jain          | Hindi      |
| 1990 | "Kaisi Manzil Hai Yeh Kaisi Bebasi Ka Saamana"                                                                             | Vanchit                            | Solo | Ravindra Jain      | Ravindra Jain          | Hindi      |
| 1990 | "Hum Tumhein Tum Humein Mil Gaye", " Izaazat Ho To Hale Dil Sunaye "                                                       | Vanchit                            | Suresh Wadkar                                                                                                | Ravindra Jain      | Ravindra Jain          | Hindi      |
| 1990 | "Teri Ankhon Ne Jane Kya Jadoo Kiya Main Khich Ke Chala Aaya"                                                              | Hatyare                            | Suresh Wadkar                                                                                                | Ravindra Jain      | Ravindra Jain          | Hindi      |
| 1990 | "Aashiq Hai Tu Mera" | Hatyare                            | Solo | Ravindra Jain      | Ravindra Jain          | Hindi      |
| 1989 | "Dikhlayenge Ab Khel Madari Dikhlayenge"                                                                                   | Nishanebaaz                        | Kavita Krishnamurthy                                                                                         | Ravindra Jain      | Ravindra Jain          | Hindi      |
| 1989 | "Dilbar Janam" | Jailkhana                          | Kavita Krishnamurthy                                                                                         | Ravindra Jain      | Ravindra Jain          | Hindi      |
| 1989 | "Kahe Ghungroo Ki" | Jailkhana                          | Solo | Ravindra Jain      | Ravindra Jain          | Hindi      |
| 1989 | "Tune Wo Haseena" | Aurat Aur Patthar                  | Dilraj Kaur                                                                                                  | Usha Khanna        | Indeevar               | Hindi      |
| 1989 | "Main Ho Gayee Deewani" | Kasam Suhaag Ki                    | Solo | Laxmikant-Pyarelal | Anand Bakshi           | Hindi      |
| 1989 | "Wahan Tu Hai, Yahan Main Hoon"                                                                                            | Sachai Ki Taqat                    | Amit Kumar & Johny Whisky                                                                                    | Laxmikant-Pyarelal | Anand Bakshi           | Hindi      |
| 1989 | "Ek Raja Ek Rani", "Kahan Raja Kahan Raj Kunwari"                                                                          | Jung Baaz                          | Mahendra Kapoor & Nitin Mukesh                                                                               | Ravindra Jain      | Ravindra Jain          | Hindi      |
| 1989 | "Aali Aali Yeh Machchhiwaali Aali", "Mast Aankhon Se Pee Le Mast Aankhon Se Pee Le", "Pyas Bujha Le Tu Dile Beqarar Ki"    | Jawani Ke Gunah                    | Solo | S. Chakraborty     | Khalid                 | Hindi      |
| 1989 | "Soch Ke Humse Aankh Milana"                                                                                               | Ghabrahat                          | Kavita Krishnamurthy                                                                                         | Ravindra Jain      | Ravindra Jain          | Hindi      |
| 1989 | "Mein Teri Thi Tu Mera Tha"                                                                                                | Mahara Pihar Sansara               | Solo | Ravindra Jain      | Ravindra Jain          | Hariyanavi |
| 1989 | "Mere Peechae Peechae", "Pandit Ji Dekho Haath"                                                                            | Mahara Pihar Sansara               | Suresh Wadkar                                                                                                | Ravindra Jain      | Ravindra Jain          | Hariyanavi |
| 1988 | "Hori Aayee Hori" | Mati Balidan Ki                    | Chandrani Mukherjee, Jaspal Singh & Sushil Kumar                                                             | Ravindra Jain      | Ravindra Jain          | Hindi      |
| 1988 | "Nav Yauvana", "Hari Hari Bolo"                                                                                            | Chintamani Surdas                  | Anup Jalota                                                                                                  | Ravindra Jain      | Ravindra Jain          | Hindi      |
| 1988 | "Saiyya Bedardi Reejhe Kisi Hoor Pe"                                                                                       | Chintamani Surdas                  | Dilraj Kaur                                                                                                  | Ravindra Jain      | Ravindra Jain          | Hindi      |
| 1988 | "Saturday Ki Raat Ko" | Mr. X                              | Solo | Ravindra Jain      | Ravindra Jain          | Hindi      |
| 1988 | "Parda Gazhab Dhaye Parda"                                                                                                 | Mr. X                              | Mahendra Kapoor & Sushil Kumar                                                                               | Ravindra Jain      | Ravindra Jain          | Hindi      |
| 1988 | "Hey Narayana – 1", "Ujiara Bhor Ka"                                                                                       | Kariye Kshama                      | Solo | Ravindra Jain      | Ravindra Jain          | Hindi      |
| 1988 | "Na Koi Akbaar" | Kariye Kshama                      | K. J. Yesudas                                                                                                | Ravindra Jain      | Ravindra Jain          | Hindi      |
| 1988 | "Maar Gai Re" | Kariye Kshama                      | Jaspal Singh                                                                                                 | Ravindra Jain      | Ravindra Jain          | Hindi      |
| 1988 | "Rani Kahen Ki Gudiya" | Paap Ko Jalaa Kar Raakh Kar Doonga | Mohammad Aziz                                                                                                | Ravindra Jain      | Ravindra Jain          | Hindi      |
| 1987 | "Shor Hai Gali Gali Mein Jawan Ho Gayi"                                                                                    | Dozakh                             | Solo | Ganesh Sharma      | Mohinder Dehlvi        | Hindi      |
| 1987 | "Kisi Chor Ne Churali" | Dharti Ki Kasam                    | Solo | Usha Khanna        | Indeevar               | Hindi      |
| 1987 | "Ek Saal Biraha Ganwa Ke Sajanwa"                                                                                          | Aage Moad Hai                      | Solo | Raghunath Seth     | –                      | Hindi      |
| 1987 | "Bhaiya Mere Pyare Pyare Bhaiya"                                                                                           | Kachchi Kali                       | Shabbir Kumar                                                                                                | Usha Khanna        | Yogesh Gaud            | Hindi      |
| 1987 | "Shola Hai Dil Mein" | Tera Karam Mera Dharam             | Omi | Sonik Omi          | Omkar Sharma           | Hindi      |
| 1987 | "Ganpati Bappa Moryya" | Marte Dam Tak                      | Suresh Wadkar, Mahendra Kapoor & Shabbir Kumar                                                               | Ravindra Jain      | Ravindra Jain          | Hindi      |
| 1986 | "Tere Prem Mein", "Oonchi Atari Palang Bichhaya"                                                                           | Babul                              | Anupama Deshpande                                                                                            | Ravindra Jain      | Ravindra Jain          | Hindi      |
| 1986 | "Main Hoon Teri Son Chiraiya", "Teri Khushi Hai Meri Khushi"                                                               | Babul                              | K. J. Yesudas                                                                                                | Ravindra Jain      | Ravindra Jain          | Hindi      |
| 1986 | "Are Loot Gayee" | Veer Bhimsen                       | Solo | Gaurang Vyas       | Kavi Pradeep           | Hindi      |
| 1986 | "Jai Jai Mata Rani", "Maa Tu Meri Baat"                                                                                    | Durgaa Maa                         | Solo | Ravindra Jain      | Ravindra Jain          | Hindi      |
| 1986 | "Kal Na Thi Itni Haseen"                                                                                                   | Durgaa Maa                         | Jaspal Singh                                                                                                 | Ravindra Jain      | Ravindra Jain          | Hindi      |
| 1986 | "Kale Kale Kajal Ki Tarah"                                                                                                 | Pati Paisa Aur Pyar                | Bhupinder Singh                                                                                              | Vijay Batalvi      | -                      | Hindi      |
| 1986 | "Nasheela Mausam Bole" | Ehsaan Aap Ka                      | Dilraj Kaur                                                                                                  | Ravindra Jain      | Yogesh Gaud            | Hindi      |
| 1986 | "Mujhko Raahon Pe Tum Chhodkar"                                                                                            | Besahaara                          | Solo | Usha Khanna        | Gauhar Kanpuri         | Hindi      |
| 1986 | "Shaam-E-Gham ki Kasam" | Zinda laash                        | Solo | Ravindra Jain      | Ravindra Jain          | Hindi      |
| 1986 | "Tere Mere Pyaar Ki Kundali"                                                                                               | Nasihat                            | Kishore Kumar                                                                                                | Kalyanji-Anandji   | Anjaan                 | Hindi      |
| 1986 | "Pandra Baris Ke Hamri Umariya"                                                                                            | Tulsi Sohe Hamar Aangna            | Dilraj Kaur                                                                                                  | Chitragupta        | _                      | Bhojpuri   |
| 1986 | "Oie Oie Nee" | Sajjan Thug                        | Minoo Purshottam                                                                                             | Ravi               | _                      | Punjabi    |
| 1986 | "Kismat Apni Khul Gayi" | Love 86                            | Anuradha Paudwal                                                                                             | Laxmikant-Pyarelal | Sameer                 | Hindi      |
| 1986 | "Meri Oonchi Nahi Deewar"                                                                                                  | Ghar Sansar                        | Alka Yagnik                                                                                                  | Rajesh Roshan      | Indeevar               | Hindi      |
| 1986 | "Ram Ji Ki Jai Bolo" | Nishchay                           | Anup Jalota                                                                                                  | Ravindra Jain      | Ravindra Jain          | Hindi      |
| 1986 | "Aa To Gaye Hain Tere Sangh"                                                                                               | Nishchay                           | Sushil Kumar                                                                                                 | Ravindra Jain      | Ravindra Jain          | Hindi      |
| 1985 | "Kaise Kaise Gyani Ye Sachh Keh Gaye"                                                                                      | Insan Aur Insaan                   | Manna Dey | Pandit Hemraj      | Tajdar Taaj            | Hindi      |
| 1985 | "Yaad Ahti Rahi Shakla Bholi Teri"                                                                                         | Lallu Ram                          | Suresh Wadkar                                                                                                | Ravindra Jain      | Ravindra Jain          | Hindi      |
| 1985 | "Mere Shareek-E-Safar Ab Tera Khuda Hafiz"                                                                                 | Wali-E-Azam                        | Talat Mahmood                                                                                                | Chitragupta        | Ahmed Wasi             | Hindi      |
| 1985 | "Aarti Kare Jo Durga Ki", "Maiyaji Aa Gayi Aangana", "Bhaiya Duj Suhawani", "Yunhi Aankhen BandKarke"                      | Navratri                           | Solo | Ravindra Jain      | Ravindra Jain          | Hindi      |
| 1985 | "Tu Nata Hai Jeevan Ka" | Navratri                           | Suresh Wadkar                                                                                                | Ravindra Jain      | Ravindra Jain          | Hindi      |
| 1985 | "Hamein Pahechanja" | Navratri                           | Kanchan & Sushil Kumar                                                                                       | Ravindra Jain      | Ravindra Jain          | Hindi      |
| 1985 | "Jo Main Kahoon Ghungroo Se"                                                                                               | Sej Piya Ki                        | Ravindra Jain                                                                                                | Ravindra Jain      | Ravindra Jain          | Hindi      |
| 1985 | "Jiya Se Na Nikli Kasak Jiya Ki", "Main Dafli Bajaon"                                                                      | Sej Piya Ki                        | Sushil Kumar                                                                                                 | Ravindra Jain      | Ravindra Jain          | Hindi      |
| 1985 | "Rudra Kali Bhadra Kali Jai Kali"                                                                                          | Mujhe Kasam Hai                    | Solo | Ravindra Jain      | Ravindra Jain          | Hindi      |
| 1985 | "Kal Tak Main Janti Thi Koi Ajnabi Ho Tum"                                                                                 | Mujhe Kasam Hai                    | Suresh Wadkar                                                                                                | Ravindra Jain      | Ravindra Jain          | Hindi      |
| 1985 | "Jane Kya Hone Laga Hai Mujhko", "Har Ladki Dil Mein Pyar Chhupa Hota Hai", "Dil Aur Jigar Dono Mein Ghar Kar Gai Beimaan" | Tum Par Hum Qurban                 | Shabbir Kumar                                                                                                | Ravindra Jain      | Ravindra Jain          | Hindi      |
| 1985 | "Jane Kya Hai Tujh Mein Aaisa", "Janam Janam Ka Tum Sang Nata Hai Hamar"                                                   | Tulsi                              | Jaspal Singh                                                                                                 | Ravindra Jain      | Ravindra Jain          | Hindi      |
| 1985 | "Chitchor Teri Bansuriya", "More Jijaji Jag Mein Sab Se Nirale"                                                            | Tulsi                              | Solo | Ravindra Jain      | Ravindra Jain          | Hindi      |
| 1985 | "Ban Ja Ban Ja Re Hamaro Saajhedar"                                                                                        | Piya Milan                         | Ratnesh Singh                                                                                                | Ravindra Jain      | Ravindra Jain          | Hindi      |
| 1985 | "Ban Ja Ban Ja Re Hamaro Saajhedar", "Gaon Mein Apni Preet Ke Bairi Hai Sab Log", "Hoga Re Piya Milan Hamara"              | Piya Milan                         | Jaspal Singh                                                                                                 | Ravindra Jain      | Ravindra Jain          | Hindi      |
| 1985 | "Gora Mukhada Gulabi Chunariya"                                                                                            | Piya Milan                         | Dilraj Kaur & Ratnesh Singh                                                                                  | Ravindra Jain      | Ravindra Jain          | Hindi      |
| 1985 | "Anchra Ki Laaj Ganga Maiya Tohre Hath Ba", "Jari Jaat Jangra Tohaar More Birna"                                           | Anchra Ki Laaj                     | Solo | _                  | _                      | Bhojpuri   |
| 1984 | "Ek Tha Raja Ek Thi Rani"                                                                                                  | Amma                               | Sushma Shreshtha, Anand Kumar C & Viraj Upadhyay                                                             | Raj Kamal          | Indeevar               | Hindi      |
| 1984 | "Tere Hi Khwabon Mein" | Dhokebaaz                          | K. J. Yesudas                                                                                                | Ravindra Jain      | Ravindra Jain          | Hindi      |
| 1984 | "Yadukul Raghav", "Yeh Jeevan Beete Lete Huve Tera Naam"                                                                   | Sasural                            | Solo | Ravindra Jain      | Ravindra Jain          | Hindi      |
| 1984 | "Na Jane Kab Kaise" | Sasural                            | Kishore Kumar                                                                                                | Ravindra Jain      | Ravindra Jain          | Hindi      |
| 1984 | "Chahe Koi Hath Jode" | Sasural                            | Aarti Mukherjee                                                                                              | Ravindra Jain      | Ravindra Jain          | Hindi      |
| 1984 | "Chandra Bhaal Shobhitam", "Ghani Ghani Amraiyo −1, −2", "Ghir Aaye Megh Parbat Se"                                        | Abodh                              | Solo | Ravindra Jain      | Ravindra Jain          | Hindi      |
| 1984 | "Mandir Ki Murati Si" | Abodh                              | Suresh Wadkar                                                                                                | Ravindra Jain      | Ravindra Jain          | Hindi      |
| 1984 | "Ghunghru Baje" | Rakta Bandhan                      | Solo | Usha Khanna        | Indeevar               | Hindi      |
| 1984 | "Paan Beeda Chabaoon" | Papi Sansar                        | Solo | Madan Chander      | Mehboob Sarwar         | Hindi      |
| 1984 | "Ham Jis Pe Marte The" | Purana Mandir                      | Solo | Ajit Singh         | Indeevar               | Hindi      |
| 1984 | "Dhaka Chiki Dhaka Maza Aane Laga"                                                                                         | Zakhmi Sher                        | Alka Yagnik                                                                                                  | Laxmikant-Pyarelal | Santosh Anand          | Hindi      |
| 1984 | "Tum Jo Hamare Liye Gaate Rahe"                                                                                            | Grahasthi                          | Manna Dey, K. J. Yesudas, Mahendra Kapoor & Lata Ghosh                                                       | Ravindra Jain      | Ravindra Jain          | Hindi      |
| 1983 | "Tuni Tuni Kathaa Lage Bhari Mitha"                                                                                        | Jheeati Sita Pari                  | Pranab Patnaik                                                                                               | Shantanu Mohapatra | Shibabrata Das         | Oriya      |
| 1983 | "Chagala Pabana Chagala Chagali"                                                                                           | Abhilasha                          | Solo | Saroj Patnaik      | –                      | Oriya      |
| 1983 | "Yeh Bismillah Ki Barkat Hai"                                                                                              | Bismillah Ki Barkat                | Solo | Iqbal Qureshi      | Anwar Farrukhabadi     | Hindi      |
| 1983 | "Ghungaru Bandhe Jab See Maine"                                                                                            | Kaise Kaise Log                    | Solo | Padamshree         | Sajan Dehlvi           | Hindi      |
| 1983 | "Man Vinha Ke Swar Jab Gunjhe"                                                                                             | Kaise Kaise Log                    | Solo | Padamshree         | Sajan Dehlvi           | Hindi      |
| 1983 | "Ab Kahe Laagal Manva Hamaar", "Rupaya Paisa Sab Kuch Bhail"                                                               | Senur                              | Solo | Ravindra Jain      | –                      | Bhojpuri   |
| 1982 | "Tujhako Furasat Se Vidhaata Ne Racha"                                                                                     | Aarohi                             | Mukesh | Anand Sagar Kiran  | Bharat Vyas            | Hindi      |
| 1982 | "Gol Gol Hai Duniya" | Rustom                             | Alka Yagnik                                                                                                  | Kalyanji-Anandji   | Indeevar               | Hindi      |
| 1982 | "Tere Pyar Ke Raj Mahal Se"                                                                                                | Raj Mahal                          | Asha Bhosle                                                                                                  | Kalyanji-Anandji   | Verma Malik            | Hindi      |
| 1982 | "Aake Jaiyyo Na, Aake Jaiyyo Na Pyare Atariyaa Se , Paani Le Jaao Gori Gagariyaa Se"                                       | Pyara Dost                         | Solo | Usha Khanna        | Nida Fazli             | Hindi      |
| 1982 | "Kaun Rok Sakta Hai Humein Ab Pyar Karne Se"                                                                               | Panchwin Manzil                    | Nitin Mukesh                                                                                                 | Usha Khanna        | -                      | Hindi      |
| 1982 | "Do Hi Din Hai Baras Mein", "Shivji Ke Chelon Bhang Thodi Si Lelo"                                                         | Bhagya                             | Kishore Kumar                                                                                                | Ravindra Jain      | Ravindra Jain          | Hindi      |
| 1982 | "Main Hoon Prem Diwani Tere Sapno Ki Rani"                                                                                 | Bhagya                             | Solo | Ravindra Jain      | Ravindra Jain          | Hindi      |
| 1982 | "Mujhe De Do Raseele Hont"                                                                                                 | Meharbaani                         | Mohammad Rafi                                                                                                | Ravindra Jain      | Ravindra Jain          | Hindi      |
| 1982 | "Jani O Jani" | Meharbaani                         | Solo | Ravindra Jain      | Ravindra Jain          | Hindi      |
| 1982 | "Kya Kahna Kya Kahna" | Meharbaani                         | Mahendra Kapoor                                                                                              | Ravindra Jain      | Ravindra Jain          | Hindi      |
| 1982 | "Om Namah Shivay Om Namah Shivay", "Gunje Gunje Re Gokul Dhaam"                                                            | Akhand Sowbhagyavati               | Raj Kamal | Raj Kamal          | Pandit Narendra Sharma | Hindi      |
| 1982 | "Shankar Ke Sheesh Par Ganga"                                                                                              | Akhand Sowbhagyavati               | Solo | Raj Kamal          | Pandit Narendra Sharma | Hindi      |
| 1982 | "Goro Rang Bhayo Jeeko", "Ram Dhaniya O Raja Ram Dhaniya"                                                                  | Brij Bhoomi                        | Solo | Ravindra Jain      | Ravindra Jain          | Hindi      |
| 1982 | "Sabne Desh Ka Naam Liya"                                                                                                  | Rajput                             | Mahendra Kapoor & Manhar Udhas                                                                               | Laxmikant-Pyarelal | Anand Bakshi           | Hindi      |
| 1982 | "Hum Bhi Yahan" | Taaqat                             | Kishore Kumar & Anuradha Paudwal                                                                             | Laxmikant-Pyarelal | Anand Bakshi           | Hindi      |
| 1982 | "Saat Saheliyan Khadi Khadi"                                                                                               | Vidhaata                           | Padmini Kolhapure, Kanchan, Kishore Kumar, Alka Yagnik, Anuradha Paudwal, Sadhana Sargam, Shivangi Kolhapure | Kalyanji-Anandji   | Anand Bakshi           | Hindi      |
| 1982 | "Hey Ganga Maiya Ganga Maiya Bhar De Acharwa Hamar", "Solah Baras Mein", "Tohri Pooja Mein"                                | Ganga Maiya Bhar De Acharwa Hamar  | Solo | Ravindra Jain      | S. Bhaskar             | Bhojpuri   |
| 1982 | "Gori Tori Rupowa" | Ganga Maiya Bhar De Acharwa Hamar  | Suresh Wadkar                                                                                                | Ravindra Jain      | S. Bhaskar             | Bhojpuri   |
| 1982 | "Babua O Babua", "Jab Tak Pure Na Ho Phere Saat"                                                                           | Nadiya Ke Paar                     | Solo | Ravindra Jain      | Ravindra Jain          | Hindi      |
| 1982 | "Kaun Disha Mein Leke Chala"                                                                                               | Nadiya Ke Paar                     | Jaspal Singh                                                                                                 | Ravindra Jain      | Ravindra Jain          | Hindi      |
| 1982 | "Gunja Re Chandan" | Nadiya Ke Paar                     | Suresh Wadkar                                                                                                | Ravindra Jain      | Ravindra Jain          | Hindi      |
| 1982 | "Jogi Ji Dheere Dheere" | Nadiya Ke Paar                     | Chandrani Mukherjee, Jaspal Singh & Sushil Kumar                                                             | Ravindra Jain      | Ravindra Jain          | Hindi      |
| 1981 | "Kaise Nibhegi Apni Preet Re Gopala", "Adharon Mein Kuch Rahe Gayi"                                                        | Parakh (Unreleased)                | Solo | Ravindra Jain      | Ravindra Jain          | Hindi      |
| 1981 | "Hone Laga Hai Mujhe Aap Ka Nasha", " Main Bhi Yehi Sochoon"                                                               | Parakh (Unreleased)                | Kishore Kumar                                                                                                | Ravindra Jain      | Ravindra Jain          | Hindi      |
| 1981 | "Karishma Ye Kya Ho Gaya"                                                                                                  | Kahani Ek Chor Ki                  | Kishore Kumar                                                                                                | Ravindra Jain      | Ravindra Jain          | Hindi      |
| 1981 | "Kahani Ek Chor Ki" | Kahani Ek Chor Ki                  | Mahendra Kapoor                                                                                              | Ravindra Jain      | Ravindra Jain          | Hindi      |
| 1981 | "Raat Humne Sapna Dekha Hai Sanam"                                                                                         | Ladaaku                            | Shailendra Singh                                                                                             | Usha Khanna        | –                      | Hindi      |
| 1981 | "Main Woh Chanda Nahi" | Katilon Ke Kaatil                  | Anwar | Kalyanji-Anandji   | Indeevar               | Hindi      |
| 1981 | "Nakharalo Devario" | Supattar Beenanie                  | Solo | Mahendra Pujari    | Mahendra Pujari        | Rajasthani |
| 1981 | "Sawania Mai Aao", "Chandramukhi Mriglochani"                                                                              | Supattar Beenanie                  | Nitin Mukesh                                                                                                 | Mahendra Pujari    | Mahendra Pujari        | Rajasthani |
| 1981 | "Hey Nat Nagar Daya Ke Sagar"                                                                                              | Itni Si Baat                       | Alka Yagnik                                                                                                  | Kalyanji-Anandji   | Anjaan                 | Hindi      |
| 1981 | "Hain Kahan Jo Mit Jaaye"                                                                                                  | Main Aur Mera Hathi                | Kishore Kumar                                                                                                | Kalyanji-Anandji   | Maya Govind            | Hindi      |
| 1981 | "Dilrooba Dilrooba Paas Aa Paas Aa"                                                                                        | Raaz                               | Solo | Ravindra Jain      | Ravindra Jain          | Hindi      |
| 1981 | "Chhodke Sharafat Bandh Liye Ghungroo"                                                                                     | Haqdaar                            | Solo | Kalyanji-Anandji   | Rajendra Krishan       | Hindi      |
| 1981 | "Jiyo Jiyo" | Haqdaar                            | Anuradha Paudwal                                                                                             | Kalyanji-Anandji   | Rajendra Krishan       | Hindi      |
| 1981 | "Garibon Ki Holi" | Ek Aur Ek Gyarah                   | Kishore Kumar & Asha Bhosle                                                                                  | Laxmikant-Pyarelal | Majrooh Sultanpuri     | Hindi      |
| 1981 | "Tere Rang Men Ang Ang Rang Lai Hoon"                                                                                      | Khel Muqaddar Ka                   | Solo | Sardul Kwatra      | Munsif                 | Hindi      |
| 1981 | "Marjabak To Kuthe" | Sannata                            | Mehmood | Rajesh Roshan      | Majrooh Sultanpuri     | Hindi      |
| 1981 | "Ek Nahin Hum Do Nahin" | Tajurba                            | Suresh Wadkar, Amit Kumar, Shabbir Kumar & Usha Khanna                                                       | Usha Khanna        | Asad Bhopali           | Hindi      |
| 1981 | "Bedana Bhara Jiabane Mora Karunare Dia"                                                                                   | Batasi Jhada                       | Solo | Salil Chowdhury    | –                      | Oriya      |
| 1981 | "E Lakhi Jae Dekhi Sei Nila Kaeen Aakhi"                                                                                   | Batasi Jhada                       | K. J. Yesudas & Sikandar Alam                                                                                | Salil Chowdhury    | Atul Mahakuda          | Oriya      |

### 1980s
| Año  | canción | película                       | Co-intérprete                                                          | Director musical    | Letrista          | Idiomas    |
| ---- | --- | ------------------------------ | ---------------------------------------------------------------------- | ------------------- | ----------------- | ---------- |
| 1980 | "Mohabbat Ek Wada Hai" | Kali Ghata                     | Asha Bhosle                                                            | Laxmikant-Pyarelal  | Anand Bakshi      | Hindi      |
| 1980 | "Bhaag Phoote" | Hum Nahi Sudhrenge             | Dilraj Kaur & Bhushan Mehta                                            | Ravindra Jain       | Ravindra Jain     | Hindi      |
| 1980 | "Katha Suno Siya Swaymvar Ki", "Tere Tan Mein Pale" | Yeh Kaisa Insaf ?              | Solo                                                                   | Ravindra Jain       | Ravindra Jain     | Hindi      |
| 1980 | "Yeh Kaisa Insaf" | Yeh Kaisa Insaf ?              | Bhushan Mehta                                                          | Ravindra Jain       | Ravindra Jain     | Hindi      |
| 1980 | "Kya Likhoon Kaise Likhoon −1, −2" Saat Samundar Terah Nadi Paar −1, −2" | Maan Abhimam                   | Solo                                                                   | Ravindra Jain       | Ravindra Jain     | Hindi      |
| 1980 | "Tere Dwar Khule To Mere Bhagya Khule" | Badrinath Dham                 | Mahendra Kapoor                                                        | Ravindra Jain       | Ravindra Jain     | Hindi      |
| 1980 | "Ankhen Kholo Jago Jago" | Badrinath Dham                 | Mohammad Rafi                                                          | Ravindra Jain       | Ravindra Jain     | Hindi      |
| 1980 | "Main To Bechoon Chakku Chhuri" | Badrinath Dham                 | Solo                                                                   | Ravindra Jain       | Ravindra Jain     | Hindi      |
| 1980 | "Na Na Na Yeh Kya Karne Lage Ho" | Bombay 405 Miles               | Solo                                                                   | Kalyanji-Anandji    | Indeevar          | Hindi      |
| 1980 | "Khwab Ko Badal Denge" | Khwab                          | K. J. Yesudas                                                          | Ravindra Jain       | Ravindra Jain     | Hindi      |
| 1980 | "Ek Aas Liye Vishwash Liye" | Khwab                          | Suresh Wadkar & Jaspal Singh                                           | Ravindra Jain       | Ravindra Jain     | Hindi      |
| 1980 | "Na Jane Aise Ho Gaya Kaise" | Sajan Mere Main Sajan Ki       | K. J. Yesudas                                                          | Ravindra Jain       | Ravindra Jain     | Hindi      |
| 1980 | "Sajan Mere Main Sajan Ki" | Sajan Mere Main Sajan Ki       | Solo                                                                   | Ravindra Jain       | Ravindra Jain     | Hindi      |
| 1980 | "Ek Chidiya Bina Par Ki Shehjaadi Kisi Ghar Ki Bolo Woh Kaun Hai" | Sajan Mere Main Sajan Ki       | Minoo Purushotham & Chetan                                             | Ravindra Jain       | Ravindra Jain     | Hindi      |
| 1980 | "Megh Tuhi Nahin Jal Barsaye", "Patakha Main Hoon Patakha", "Peechhe Peechhe Aa Jaona"                                                                                                | Zakhmon Ke Nishan              | Solo                                                                   | Ravindra Jain       | Ravindra Jain     | Hindi      |
| 1980 | "Aa Gaye Re Hum Yun Masti Mein" | Zakhmon Ke Nishan              | Chandrani Mukherjee, Dilraj Kaur, Jaspal Singh, Suresh Wadkar & Chorus | Ravindra Jain       | Ravindra Jain     | Hindi      |
| 1980 | "Bhari Barsat Mein Dil Jalaya", "Ab Wafa Ka Naam Na Le Koi" | Oh Bewafa                      | Solo                                                                   | Vedpal Verma        | Sawan Kumar       | Hindi      |
| 1980 | "Mera Dil Kisne Liya" | Oh Bewafa                      | Suresh Wadkar                                                          | Vedpal Verma        | Sawan Kumar       | Hindi      |
| 1980 | "Hain Jo Yehi Pyar Ka Trailor" | Insaaf Ka Tarazu               | Mahendra Kapoor & Asha Bhosle                                          | Ravindra Jain       | Ravindra Jain     | Hindi      |
| 1980 | "Sau Sau Saal Jiyo Hamari Sasuji" | Sau Din Saas Ke                | Asha Bhosle                                                            | Kalyanji-Anandji    | Indeevar          | Hindi      |
| 1980 | "Moti Palley Pai Gayi" | Sau Din Saas Ke                | Mahendra Kapoor                                                        | Kalyanji-Anandji    | Indeevar          | Hindi      |
| 1980 | "Tu Is Tarah Se Meri Zindagi Mein Saamil Hai" | Aap To Aise Na The             | Solo                                                                   | Usha Khanna         | Nida Fazli        | Hindi      |
| 1980 | "Hum Tere Bina Bhi Nahin Ji Sakte" | Jwalamukhi                     | Kishore Kumar, Asha Bhosle & Mahendra Kapoor                           | Kalyanji-Anandji    | Anjaan            | Hindi      |
| 1980 | "Mere Saiyanji Bade Harjaee" | Kaala Pani                     | Anuradha Paudwal                                                       | Laxmikant-Pyarelal  | Anand Bakshi      | Hindi      |
| 1979 | "Megha O Re Megha Tu To Jaaye Des Vides", "Kaisi Hoon Main" | Sunayana                       | Solo                                                                   | Ravindra Jain       | Ravindra Jain     | Hindi      |
| 1979 | "Kharido Koi Kharido, Kharido Mujhe Kharido" | Raja Harishchandra             | Mohammad Rafi                                                          | Ravindra Jain       | Ravindra Jain     | Hindi      |
| 1979 | "Naacho Re Gaao Re Naacho" | Raja Harishchandra             | Mahendra Kapoor                                                        | Ravindra Jain       | Ravindra Jain     | Hindi      |
| 1979 | "Aare O Banke, Kahan Jaat Hawa Banthan Ke", "Mujhe Bhakti Bhajan Kuch Yaad Nahin", "Sach Bolne Walon Ka Yadi Haal Yeh Hoga"                                                           | Raja Harishchandra             | Solo                                                                   | Ravindra Jain       | Ravindra Jain     | Hindi      |
| 1979 | "Beparwa Bedardi Pagla Deewana", "Mera Joban Bandha Rupaiya" | Naiyya                         | Solo                                                                   | Ravindra Jain       | Ravindra Jain     | Hindi      |
| 1979 | "Mein Rambha Roop Ki Rani" | Har Har Gange                  | Asha Bhosle                                                            | Ravindra Jain       | Ravindra Jain     | Hindi      |
| 1979 | "Navdurga Navroop Maiya, Sundar Madhur Swaroop Maiya" | Har Har Gange                  | Solo                                                                   | Ravindra Jain       | Ravindra Jain     | Hindi      |
| 1979 | "Gaddi Jaandi Yeh Chalanga Mar Di" | Dada                           | Mohammad Rafi, Shailendra Singh & Dilraj Kaur                          | Usha Khanna         | Ravindra Jain     | Hindi      |
| 1979 | "Behna O Meri Ladli"; "Aaj Na Jane Kya Se Kya Ho Jata" | Aatish                         | Mohammad Rafi                                                          | Ravindra Jain       | Ravindra Jain     | Hindi      |
| 1979 | "Tere Chahne Wale Aaye Hain" | Aatish                         | Mohammad Rafi, Asha Bhosle & Bhushan Mehta                             | Ravindra Jain       | Ravindra Jain     | Hindi      |
| 1979 | "Govinda Gopala", "Koi Mat Jariyo Ri Mere Bhag Pe" | Gopal Krishna                  | Solo                                                                   | Ravindra Jain       | Ravindra Jain     | Hindi      |
| 1979 | "Neer Bharan Ka Karke Bahana" | Gopal Krishna                  | K. J. Yesudas                                                          | Ravindra Jain       | Ravindra Jain     | Hindi      |
| 1979 | "Aayo Phagun Hathilo" | Gopal Krishna                  | Jaspal Singh                                                           | Ravindra Jain       | Ravindra Jain     | Hindi      |
| 1979 | "Aashritha Valsalane" | Sujatha                        | Solo                                                                   | Ravindra Jain       | Mankombu          | Malyalam   |
| 1979 | "Kaun Hai Aisa Jise Phoolon Se" | Raadha Aur Seeta               | K. J. Yesudas                                                          | Ravindra Jain       | Ravindra Jain     | Hindi      |
| 1979 | "Man Ki Baat Jab Hothon Pe", "Man Meet Aur Preet Milte Hai – 2" | Raadha Aur Seeta               | Solo                                                                   | Ravindra Jain       | Ravindra Jain     | Hindi      |
| 1979 | "Bheega Bheega Mausam Aaya", "Phir Wohi Sawan" | Bhayanak                       | Solo                                                                   | Usha Khanna         | Indeevar          | Hindi      |
| 1979 | "O Saiyya Mein, Saiyya Mein Aayi Ghar" | Bhayanak                       | Suresh Wadkar                                                          | Usha Khanna         | Indeevar          | Hindi      |
| 1979 | "Aayi Hain , Aayi Hain Phir Se Baharein" | Ghar Ki Laaj                   | Solo                                                                   | Ravindra Jain       | Ravindra Jain     | Hindi      |
| 1979 | "Yeh Rang Bhare Din Umang-Bhare Din" | Man Ka Aangan                  | Solo                                                                   | Ravindra Jain       | Ravindra Jain     | Hindi      |
| 1979 | "Jai Bhawani Jai Ho Bhawani" | Ladke Baap Se Badke            | Solo                                                                   | Ravindra Jain       | Ravindra Jain     | Hindi      |
| 1978 | "Radha Thumak Thumak Mat Chalna" | Toofani Takker                 | Solo                                                                   | C. Ramchandra       | Ram Rasila        | Hindi      |
| 1978 | "O Ji O Bhartar Ji" | Rangilo Rajshthan              | O Vyas                                                                 | Babu Singh          | Bharat Vyas       | Rajasthani |
| 1978 | "Yeh To Kal Ki Hai Baat" | Sone Ka Dil Lohe Ke Haath      | Solo                                                                   | Usha Khanna         | Asad Bhopali      | Hindi      |
| 1978 | "Ankhiyon Ke Jharokhon Se −1, −2, −3" | Ankhiyon Ke Jharokhon Se       | Solo                                                                   | Ravindra Jain       | Ravindra Jain     | Hindi      |
| 1978 | "Ek Din Tum Bahut Bade Banoge", "Kai Din Se Mujhe" | Ankhiyon Ke Jharokhon Se       | Shailendra Singh                                                       | Ravindra Jain       | Ravindra Jain     | Hindi      |
| 1978 | "Dohavali","Dohavali (Non Stop Singing)" | Ankhiyon Ke Jharokhon Se       | Jaspal Singh                                                           | Ravindra Jain       | Ravindra Jain     | Hindi      |
| 1978 | "Nathaniyan Jo Dali" | Main Tulsi Tere Aangan Ki      | Anuradha Paudwal                                                       | Laxmikant-Pyarelal  | Anand Bakshi      | Hindi      |
| 1978 | "Bachpan Mohe Peechhe Bulaye" | Madhumalti                     | Solo                                                                   | Ravindra Jain       | Ravindra Jain     | Hindi      |
| 1978 | "Duniya Se Door Ek Nai Duniya" | Madhumalti                     | Suresh Wadkar                                                          | Ravindra Jain       | Ravindra Jain     | Hindi      |
| 1978 | "Ek Phool Aur Ek Moti Se −1, −2" | Hamara Sansar                  | Mahendra Kapoor                                                        | Ravindra Jain       | Ravindra Jain     | Hindi      |
| 1978 | "Paisa Do Paisa Aana Do Aana Dete Jaana Re" | Hamara Sansar                  | Chandrani Mukherjee                                                    | Ravindra Jain       | Ravindra Jain     | Hindi      |
| 1978 | "Akhand Aseem Atoot Rahe Pati Parmeshwar Ka Pyar Sakhi" | Ganga Sagar                    | Chandrani Mukherjee                                                    | Ravindra Jain       | Ravindra Jain     | Hindi      |
| 1978 | "Jai Ho-2, Ganga Ki Jai Ho Lehronwali Maiya Ki Jai Ho", "O Ganga Maiya-2, Aayi Gagan Se Dharti Pe", "Naag Devta Meri Vinati Suno Re"                                                  | Ganga Sagar                    | Solo                                                                   | Ravindra Jain       | Ravindra Jain     | Hindi      |
| 1978 | "Jag Janani Maha Maya" | Aakhri Kasam                   | Solo                                                                   | Ravindra Jain       | Ravindra Jain     | Hindi      |
| 1978 | "Humse Chhupa Na Jee Ka" | Aakhri Kasam                   | Suman Kalyanpur                                                        | Ravindra Jain       | Ravindra Jain     | Hindi      |
| 1978 | "Wafa Jo Na Ki To Jafa Bhi Na Kije" | Muqaddar Ka Sikandar           | Solo                                                                   | Kalyanji-Anandji    | Anjaan            | Hindi      |
| 1978 | "Madhuban Khushboo Deta Hai" | Saajan Bina Suhagan            | K. J. Yesudas & Anuradha Paudwal                                       | Usha Khanna         | Amit Khanna       | Hindi      |
| 1977 | "He Dayamayi Sankat" | Solah Shukrawar                | Solo                                                                   | Ravindra Jain       | Ravindra Jain     | Hindi      |
| 1977 | "Aaj Tak Jo Kaha Tune Kaha" | Shyam Tere Kitne Naam          | Solo                                                                   | Ravindra Jain       | Ravindra Jain     | Hindi      |
| 1977 | "Shyam Baba Shyam Baba" | Shyam Tere Kitne Naam          | Mahendra Kapoor                                                        | Ravindra Jain       | Ravindra Jain     | Hindi      |
| 1977 | "Jangal Jangal Doloon Main" | Safed Haathi                   | Ravindra Jain & Nirmala Misra                                          | Ravindra Jain       | Ravindra Jain     | Hindi      |
| 1977 | "Sona Kare Jhilmil Jhilmil", "Manmohak Ye Pyara Pyar Gaon" | Paheli                         | Suresh Wadkar                                                          | Ravindra Jain       | Ravindra Jain     | Hindi      |
| 1977 | "Kanha Ki Zid Par Nachegi Radha" | Paheli                         | Chandrani Mukherjee                                                    | Ravindra Jain       | Ravindra Jain     | Hindi      |
| 1977 | "Saheli Ho Paheli Poochho" | Paheli                         | Suresh Wadkar & Chandrani Mukherjee                                    | Ravindra Jain       | Ravindra Jain     | Hindi      |
| 1977 | "Tan Bhigey Man Bhigey" | Paheli                         | Solo                                                                   | Ravindra Jain       | Ravindra Jain     | Hindi      |
| 1977 | "Khushiyan Hi Khushiyan Ho" | Dulhan Wahi Jo Piya Man Bhaaye | K. J. Yesudas & Banasree Sengupta                                      | Ravindra Jain       | Ravindra Jain     | Hindi      |
| 1977 | "Le To Aaye Ho Humein", "Mangal Bhawan Amangal Hari", "Jahan Prem Ka Pawan", "Purvaiya Ke Jhonke Aaye", "Mahv-E-Khayal-E-Yaar Hain", "Shyama O Shyama Rama O Rama"                    | Dulhan Wahi Jo Piya Man Bhaaye | Solo                                                                   | Ravindra Jain       | Ravindra Jain     | Hindi      |
| 1977 | "Aaj Ki Raat Peene De Saaqi" | Do Chehre                      | Mohammad Rafi, Manna Dey & Minoo Parshottam                            | Sonik Omi           | Bharat Vyas       | Hindi      |
| 1977 | "O Meri Pyari Jalebi" | Daku Aur Mahatma               | Amit Kumar                                                             | Ravindra Jain       | Ravindra Jain     | Hindi      |
| 1977 | "Hansti Aankhon Ko Jisne Ansoo Diye" | Daku Aur Mahatma               | Mahendra Kapoor & Jaspal Singh                                         | Ravindra Jain       | Ravindra Jain     | Hindi      |
| 1977 | "Suman Saman Tum Apna Khila Khila Man Rakhna" | Kotwal Saab                    | Solo                                                                   | Ravindra Jain       | Ravindra Jain     | Hindi      |
| 1976 | "Tu Jo Mere Sur Mein", "Jab Deep Jale Aana Jab Shaam Dhale Aana" | Chitchor                       | K. J. Yesudas                                                          | Ravindra Jain       | Ravindra Jain     | Hindi      |
| 1976 | "Is Mulaqat Ka Bas Maza Lijiye" | Jaaneman                       | Mohammad Rafi & Mukesh                                                 | Laxmikant-Pyarelal  | Anand Bakshi      | Hindi      |
| 1976 | "Sun Ke Teri Pukar", "Akela Chal Chala Chal" | Fakira                         | Solo                                                                   | Ravindra Jain       | Ravindra Jain     | Hindi      |
| 1976 | "Jam Ke Naacho O Zara Jam Ke Naacho Pyar Karo" | Raeeszada                      | Jaspal Singh                                                           | Ravindra Jain       | Ravindra Jain     | Hindi      |
| 1976 | "Jeet Gaye Hum Jeet Gaye Hain" | Raeeszada                      | Mahendra Kapoor                                                        | Ravindra Jain       | Ravindra Jain     | Hindi      |
| 1976 | "Hum Unki Aarzoo Mein Kuch Aise Kho Gaye Hain" | Noor-E-Elahi                   | Anwar                                                                  | Babloo Dheeraj      | Qamar Shaad       | Hindi      |
| 1976 | "Koi Hamein Basale Apne Dilo Jigar Mein" | Noor-E-Elahi                   | Solo                                                                   | Babloo Dheeraj      | Qaisar- Ul- Jafri | Hindi      |
| 1976 | "As Vele Sajanji Aanda", "Jatt Veri Paigya Palle", "Ni Chhut Jaye Railgaddiye" | Chadi Jawani Budhe Nu          | Solo                                                                   | Ravindra Jain       | S. P. Bakshi      | Punjabi    |
| 1975 | "Mohe Chhota Mila Bhartaar" | Geet Gata Chal                 | Chetan & Jaspal Singh                                                  | Ravindra Jain       | Ravindra Jain     | Hindi      |
| 1975 | "Chal Chal Kahin Akele Mein" | Salaakhen                      | Sulakshana Pandit                                                      | Ravindra Jain       | Ravindra Jain     | Hindi      |
| 1975 | "Bhabhi Ki Unglee Mein" | Tapasya                        | Chandrani Mukherjee                                                    | Ravindra Jain       | M G Hashmat       | Hindi      |
| 1974 | "Teri Meri Dosti Zindabad" | Raakh Aur Chingari             | Usha Mangeshkar                                                        | Ravindra Jain       | Ravindra Jain     | Hindi      |
| 1973 | "Ja Re Ja O Deewane Tu Kya Jaane Anjaane" | Kuchche Dhaage                 | Lata Mangeshkar                                                        | Laxmikant-Pyarelal  | Anand Bakshi      | Hindi      |
| 1973 | "Hazaar Dil Mein Ho To Aise Nikle Armaan" | Bhima Mera Haathi              | Mukesh                                                                 | Vedpal Verma        | Vedpal Verma      | Hindi      |
| 1973 | "Dulhan Bhai Gori Aa Ha Aa Ha" | Bhima Mera Haathi              | Usha Mangeshkar                                                        | Vedpal Verma        | Vedpal Verma      | Hindi      |
| 1973 | "Raam Raam Raam Hare Seetaram Chal Dheere Dheere" | Bhima Mera Haathi              | Manna Dey                                                              | Vedpal Verma        | Vedpal Verma      | Hindi      |
| 1973 | "Rajkunwar Ne Raja Banke Haathi Pe Ki Sawari" | Bhima Mera Haathi              | Sulakshana Pandit                                                      | Vedpal Verma        | Vedpal Verma      | Hindi      |
| 1973 | "Meri Jawani Mujhko Sataye" | Kora Badan                     | Solo                                                                   | Vedpal Verma        | Babu Singh Maan   | Hindi      |
| 1973 | "Ganga Tere Pyar Mein Jage Re" | Ganga                          | Mohammad Rafi                                                          | N. Dutta            | Aziz Kashmiri     | Hindi      |
| 1973 | "Panchhi Pinjare Mein Roye" | Hum Sab Chor Hain              | Suman Kalyanpur                                                        | Usha Khanna         | Asad Bhopali      | Hindi      |
| 1973 | "Pujan Karo Mata Laxmi Ka" | Seetaram Radheshyam            | Nila Joshi                                                             | N. Dutta            | Madan             | Hindi      |
| 1972 | "Koi Hansta Hai Yahan Aur Koi Rota" | Shri Krishna Bhakti            | Solo                                                                   | Kamal Kant          | Pujari            | Hindi      |
| 1972 | "Idhar Bhi Ishwar Udhar Bhi Ishwar" | Hari Darshan                   | Kamal Barot & Sushma Shreshtha                                         | Kalyanji-Anandji    | Pradeep           | Hindi      |
| 1972 | "Bol Gudiya Khol Pudiya Chupke Se Chootega Patakha", "Paavan Mann Ke Maharaja Rang Rasiya Chahat Khilegee Sajan Ji", "Meri Mushkil Na Jane Balam Haye Ram Anjane De Jaaye Woh Bairee" | Bachche Mere Saathi            | Mahendra Kapoor                                                        | M. S. Vishavanathan | Vedpal Verma      | Hindi      |
| 1972 | "Rahen Ghar Mein To Daddy Aur Mummy Ne Hamein Daanta" | Anokhi Pehchan                 | Usha Khanna                                                            | Kalyanji-Anandji    | Anand Bakshi      | Hindi      |
| 1972 | "Tan Bhi Jale Man Bhi Jale" | Parivartan                     | Manna Dey                                                              | Chand Pardesi       | Neeraj            | Hindi      |
| 1972 | "Aayi Aayi Aayi Mein Aa Gayi Re Kaise Tere Baaton Mein Aa Gayi Re" | Pasand Apani Apani             | Solo                                                                   | Vishnu Khanna       | Amar              | Hindi      |
| 1972 | "Mere Hothon Pe Naam Tumhara Aaya Meri Aankhon Mein Rang Gulabi Chhaya" | Pasand Apani Apani             | Solo                                                                   | Vishnu Khanna       | Shiv Kumar Saroj  | Hindi      |
| 1972 | "Yeh Bheegi Fizayen" | Kaanch Aur Heera               | Mohammad Rafi                                                          | Ravindra Jain       | Ravindra Jain     | Hindi      |
| 1971 | "Taare Kitne Neel Gagan Pe" | Aap Aye Bahaar Ayee            | Mohammad Rafi                                                          | Laxmikant-Pyarelal  | Anand Bakshi      | Hindi      |
| 1971 | "Mehboob Ki Mehndi Hathon Mein" | Mehboob Ki Mehndi              | Lata Mangeshkar                                                        | Laxmikant-Pyarelal  | Anand Bakshi      | Hindi      |
| 1971 | "Dekho Dil Ka Chor Aaya" | Gehra Raaz                     | Solo                                                                   | Salil Chowdhury     | Asad Bhopali      | Hindi      |
| 1971 | "Mil Ja Ab To Mil Ja" | Gehra Raaz                     | Solo                                                                   | Salil Chowdhury     | Akhtar Romani     | Hindi      |
| 1971 | "Are Ghar Ko Mat Godam Bana" | Chhoti Bahu                    | Solo                                                                   | Kalyanji-Anandji    | Indeevar          | Hindi      |
| 1971 | "Apna To Faisla Hai Ladki Pasand Hai" | Ladki Pasand Hai               | Mohammad Rafi                                                          | Sonik Omi           | G. L. Rawal       | Hindi      |
| 1971 | "Tu Karde Nazar Se Mastana" | Ladki Pasand Hai               | Mukesh                                                                 | Sonik Omi           | G. L. Rawal       | Hindi      |
| 1971 | "Gham-E-Duniya Se Tum Daman Bacha Jaate" | Ladki Pasand Hai               | Solo                                                                   | Sonik Omi           | G. L. Rawal       | Hindi      |
| 1971 | "Jai Lotaram" | Narad Leela                    | Solo                                                                   | N. Dutta            | Madan             | Hindi      |
| 1971 | "Do Dilon Mein Humesha Mohabbat" | Achha Bura                     | Sulakshana Pandit                                                      | Raj Kamal           | Asad Bhopali      | Hindi      |
| 1971 | "Yeh Roza Yeh Roze Ki Shaan Allah Allah" | Shan-E-Khuda                   | Mohammad Rafi                                                          | Iqbal Qureshi       | Kaifi Azmi        | Hindi      |
| 1971 | "Sanma O Mere Pyar Ka" | Dost Aur Dushman               | Mohammad Rafi                                                          | Raj Kamal           | Asad Bhopali      | Hindi      |
| 1971 | "Main Ankahi Kahaani Sadiyon Ki Hoon Nishani", "Main Jaan Ke Badle Mein Le Loongi Dhadkta Dil Jayega Kahan Katil"                                                                     | Irada                          | Solo                                                                   | Mohammed D Shafi    | Qafil Azar        | Hindi      |
| 1971 | "Gori Karle Aaj Singaar Saja Le Sapnon Ka Sansaar" | Darar                          | Krishna Kalle                                                          | Sudhir Phadke       | Mahendra Dehlvi   | Hindi      |

### 1970s
| Año  | canción | película              | Co-intérprete                                          | Director musical                | Letrista         | Idiomas |
| ---- | --- | --------------------- | ------------------------------------------------------ | ------------------------------- | ---------------- | ------- |
| 1970 | "Aaya Re Khilone Wala" | Bachpan               | Mohammad Rafi                                          | Laxmikant-Pyarelal              | Anand Bakshi     | Hindi   |
| 1970 | "Nain Mere Barse Tu Aaja Re" | Bhagwan Parshuram     | Solo                                                   | Jay Kumar                       | Madan            | Hindi   |
| 1970 | "Jo Moti Naani Hai" | Heer Ranjha           | S.Balbir, Usha Timothy & Krishna Kalle                 | Madan Mohan                     | Kaifi Azmi       | Hindi   |
| 1970 | "Hanste Huye Naina Nir Bahaye" | Jhoom Utha Akash      | Solo                                                   | Kanti Kiran                     | Siraj Agaazi     | Hindi   |
| 1970 | "Nadiya Kinare Nain Humare" | Jhoom Utha Akash      | Mukesh                                                 | Kanti Kiran                     | Siraj Agaazi     | Hindi   |
| 1970 | "Sawan Aayo Re Bin Mausam" | Jhoom Utha Akash      | Mahendra Kapoor                                        | Kanti Kiran                     | Siraj Agaazi     | Hindi   |
| 1970 | "Tera Mera Saath Jaise Din Aur Raat Jeevan Bhar Ki Khushiyan Lekar"                                                                  | Jhoom Utha Akash      | Mahendra Kapoor                                        | Kanti Kiran                     | Aatish Jalali    | Hindi   |
| 1970 | "Saiyaan Anadi Na Jane Pyar Ko Dhoke Se Apna Bana Liya Ganvaar Ko"                                                                   | Jhoom Utha Akash      | Manna Dey                                              | Kanti Kiran                     | Siraj Agaazi     | Hindi   |
| 1970 | "Zulmi Nazariya" | Jhoom Utha Akash      | Krishna Kalle                                          | Kanti Kiran                     | Aatish Jalali    | Hindi   |
| 1970 | "Ganga Maiya Aaj Hamari Rakh Le Laaj Ganga Maiya", "Hum Hey Tumhare Tum Hamare Hum Jab-Jab Lenge Janam Sansar Mein"                  | Sampoorn Teerth Yatra | Solo                                                   | Shivram                         | Madan            | Hindi   |
| 1970 | "Chali Kayan Hansti Gaati" | Jawab                 | Mohammad Rafi & Asha Bhosle                            | Laxmikant-Pyarelal              | Rajendra Krishan | Hindi   |
| 1970 | "Kis Tarah Bhoolega Dil", "Are Amma Wohi Mua"                                                                                        | Jawab                 | Asha Bhosle                                            | Laxmikant-Pyarelal              | Rajendra Krishan | Hindi   |
| 1970 | "Aisa Banoonga Actor Main Yaro" | Ghar Ghar Ki Kahani   | Solo                                                   | Kalyanji-Anandji                | Qamar Jalalabadi | Hindi   |
| 1970 | "Jagi Ja Tara (Sad Version of Soyi Ja Tara)"                                                                                         | Mastana               | Kishore Kumar                                          | Laxmikant-Pyarelal              | Anand Bakshi     | Hindi   |
| 1970 | "Sakia Tu Bhar Bhar Ke Jaam" | Gunahon Ke Raaste     | Manna Dey                                              | Jagadish Khanna                 | Naqsh Lyalpuri   | Hindi   |
| 1970 | "Raj Kapoor Ki Neeli Aankhein" | Maa Aur Mamta         | Mohammad Rafi & Balbir Kaur                            | Laxmikant-Pyarelal Anand Bakshi | Hindi            |         |
| 1970 | "Bairi Mujhko Dikhaike Tu Batwa" | Truck Driver          | Usha Timothy                                           | Sonik Omi                       | Naqsh Lyallpuri  | Hindi   |
| 1969 | "Anjaan Anaadi Pardesi Hai", "Main Na Maangoo Re Maiya Tose Dhan-Dham Re"                                                            | Pujarin               | Solo                                                   | N. Dutta                        | Madan            | Hindi   |
| 1969 | "Pagh Mein Ghunghroo Chhanke" | Jyoti                 | Solo                                                   | S. D. Burman                    | Anand Bakshi     | Hindi   |
| 1969 | "Dil Mein Dhadkan Lab Par Hai" | Samay Bada Balwan     | Usha Khanna                                            | Usha Khanna                     | Dina Nath Madhok | Hindi   |
| 1969 | "Dil Karne Laga Hain Pyar Tumhein"                                                                                                   | Nateeja               | Mohammad Rafi                                          | Usha Khanna                     | Asad Bhopali     | Hindi   |
| 1969 | "Is Ada Se Salaam Lete Hain Jaise Kuchh Intakaam Lete Hain"                                                                          | Nateeja               | Solo                                                   | Usha Khanna                     | Salim Sagar      | Hindi   |
| 1969 | "Tum Mile Gum Gaya Dard-E-Dil Tham Gaya"                                                                                             | Nateeja               | Mahendra Kapoor                                        | Usha Khanna                     | –                | Hindi   |
| 1969 | "Piya Ji Mhaaso Tha Bin" | Gogaji Peer           | Solo                                                   | P. Shivram                      | –                | Hindi   |
| 1969 | "Mein To Jaipur Ki Haa ji" | Gogaji Peer           | Pushpa                                                 | P. Shivram                      | –                | Hindi   |
| 1969 | "Aa Do Do Pankh Laga Ke Panchhi Banenge"                                                                                             | Rahgir                | Aarti Mukherjee                                        | Hemant Kumar                    | Gulzar           | Hindi   |
| 1969 | "Le Chal Mere Jeevan Saathi" | Vishwas               | Mukesh                                                 | Kalyanji-Anandji                | Gulshan Bawra    | Hindi   |
| 1969 | "Dhol Baja Dhol Dhol Jania" | Vishwas               | Mukesh, Mahendra Kapoor & Usha Timothy                 | Kalyanji-Anandji                | Gulshan Bawra    | Hindi   |
| 1969 | "Chanda Ko Dhoodhne Sabhi Taare Nikal Pade"                                                                                          | Jeene Ki Raah         | Asha Bhosle & Usha Mangeshkar                          | Laxmikant-Pyarelal              | Anand Bakshi     | Hindi   |
| 1968 | "Chali Pati Sang Sati Chali, Apne Suhaag Ko Amar Banane Amarnaath Ki Aur Chali"                                                      | Mata Mahakali         | Manna Dey                                              | Avinash Vyas                    | Bharat Vyas      | Hindi   |
| 1968 | "Hum Nahin Chahate Yeh Jeevan", "Hey, Rang Rangeelo Phagun Aayo, Gulab Ki Jholi Bhar Bhar Laayo"                                     | Mata Mahakali         | Manna Dey                                              | Avinash Vyas                    | Bharat Vyas      | Hindi   |
| 1968 | "Hey Amarnaath Ke Shiv Sun Lo Meri Pukaar Har Shambhoo Parvati-Pati , Hey Chandra Shekhar", "Ruk Jaa Ruk Jaa , Hey maata Maha Kaali" | Mata Mahakali         | Solo                                                   | Avinash Vyas                    | Bharat Vyas      | Hindi   |
| 1968 | "Saaf Karo Insaf Karo" | Aashirwad             | Asha Bhosle, Ashok Kumar & Harindranath Chattopadhyaya | Vasant Desai                    | Gulzar           | Hindi   |
| 1968 | "Hata De Ghoonghat Dikha De Mukhda Chand Se Bhi Ujala"                                                                               | Fareb                 | Usha Timothy & Manhar Udhas                            | Usha Khanna                     | Javed Anwar      | Hindi   |
| 1968 | "Ban Jao Tum Mehman Mere Dil Ke" | Fareb                 | Krishna Kalle                                          | Usha Khanna                     | Asad Bhopali     | Hindi   |
| 1968 | "Tu Khamosh Main Purjosh" | Roop Rupaiya          | Solo                                                   | Usha Khanna                     | P. L. Santoshi   | Hindi   |
| 1968 | "Dus Paise Mein Raam Le Lo" | Ek Phool Bhool        | Solo                                                   | Usha Khanna                     | Indeevar         | Hindi   |